# Phlugiolopsis jinyunensis
Phlugiolopsis jinyunensis är en insektsart som först beskrevs av Shi, F-m. och Z. Zheng 1994.  Phlugiolopsis jinyunensis ingår i släktet Phlugiolopsis och familjen vårtbitare. Inga underarter finns listade i Catalogue of Life.